# Philotrypesis spinipes
Philotrypesis spinipes är en stekelart som beskrevs av Mayr 1885. Philotrypesis spinipes ingår i släktet Philotrypesis och familjen fikonsteklar.
Artens utbredningsområde är Taiwan. Inga underarter finns listade i Catalogue of Life.